# Il drago di ghiaccio
Il drago di ghiaccio è un romanzo fantasy per ragazzi dello scrittore George R. R. Martin.

## Trama
Una bambina di nome Adara nasce in un inverno molto freddo (per cui viene chiamata bambina d'inverno) e vive in un mondo dove si combatte a cavallo di draghi che sputano fuoco.
Un giorno incontra un drago di ghiaccio che appare solo d'inverno e che, a differenza degli altri draghi, sputa solo aria ghiacciata. La bambina cresce e impara a cavalcarlo: solo lei può farlo grazie alle condizioni atmosferiche durante la sua nascita.
Nel suo villaggio, nel frattempo, le guerre tra cavalieri s'intensificano e la popolazione si riduce. I genitori intendono trasferirsi altrove, ma Adara non vuole questo e scappa. Giorno dopo giorno il padre si preoccupa sempre di più; nel frattempo, Adara è rifugiata in una grotta di ghiaccio, poiché lei non soffre il freddo. Viene il giorno in cui Adara incontra il drago e lo cavalca. Mentre Adara cavalca il drago, scopre che il villaggio è sotto attacco. Chiede al suo drago di ritornare nel combattimento.

## Edizioni
- George R. R. Martin, Il drago di ghiaccio, traduzione di Giusi Valent, illustrazioni di Luca Enoch, Arnoldo Mondadori Editore, 2007,  pp. 120, cap. 8, ISBN 978-88-04-56891-9.